# Androlymnia torsivena
Androlymnia torsivena är en fjärilsart som beskrevs av George Francis Hampson 1902. Androlymnia torsivena ingår i släktet Androlymnia och familjen nattflyn. Inga underarter finns listade i Catalogue of Life.